# TW Hydrae
Désignations
TW Hydrae est l'étoile variable de type T Tauri la plus proche du Soleil, située à ∼ 196 a.l. (∼ 60,1 pc) dans la constellation de l’Hydre. Elle n’est âgée que de 5 à 10 millions d'années et sa surface est encore secouée par de violentes explosions de plasma. L'étoile est entourée d’un disque protoplanétaire de poussières et de gaz, qui a été observé avec le télescope spatial Hubble.
TW Hydrae fait partie d'un groupe d'une vingtaine d'étoiles ayant des mouvements et des âges semblables, appelé l'association de TW Hydrae.
TW Hydrae a un rayon égal à environ quatre cinquièmes de celui du Soleil. Son disque protoplanétaire a un rayon d'environ 200 unités astronomiques à l'intérieur duquel plusieurs sillons plus ou moins marqués ont été repérés.

## TW Hydrae b: planète ou tache stellaire?
Une jeune exoplanète a été découverte, encore reliée au disque de poussières stellaires. Elle a entre huit et dix millions d’années, et il s'agit de la plus jeune planète extrasolaire connue à ce jour[Quand ?]. Baignant toujours dans le disque de gaz et de poussière entourant son étoile, elle fournira de précieux renseignements sur la formation des systèmes planétaires.
Pour la première fois est démontré que les planètes se forment en effet dans les disques circumstellaires. TW Hydrae b est dix fois plus massive que Jupiter, tourne autour de son étoile en 3,56 jours à une distance de 6 millions de kilomètres de son étoile, soit 4 % de celle séparant la Terre du Soleil. C’est la méthode des vitesses radiales qui a été utilisée pour découvrir cette planète ; et il s'agit actuellement de la technique la plus précise pour la détection d’autres exoplanètes. Hydrae b est la preuve que les planètes peuvent se former en 10 millions d'années avant que le halo de naissance[Quoi ?] de l'étoile-hôte ne se dissipe.
En 2013, sur la base de simulations hydrodynamiques, permettant la caractérisation des exoplanètes, un compagnon planétaire pourrait former les sillons présents dans le disque, et avoir une masse comprise entre 6-28 M ⊕ (rayon orbital de 80 UA).

## Le disque protoplanétaire
En 2018, de l'acide méthanoïque a été détecté par le radiotélescope ALMA dans le disque protoplanétaire de TW Hydrae.